# Northrop BT
Le Northrop BT était un bombardier en piqué monoplan cantilever  biplace monomoteur américain, conçu et produit pendant les années 1930 par la Northrop Corporation pour l'US Navy. À cette période, Northrop était une subsidiaire de la Douglas Aircraft Company.
Le BT avait de gros défauts et ne fut pas une grande réussite, mais il eut un descendant bien plus populaire aux yeux des pilotes et passionnés d'aviation : le Douglas SBD Dauntless, qui fut un atout majeur des Américains au cours de la Seconde Guerre mondiale.

## Conception et développement
À la fin de l'année 1934, le Bureau of Aeronautics (BuAer) de l'US Navy publia une spécification pour la conception de nouveaux « scout bombers » (SB, pour « bombardier-éclaireur » en français) et bombardiers-torpilleurs. Huit compagnies proposèrent un total de dix projets en réponse à ces besoins, répartis équitablement entre des monoplans et des biplans,.
La conception de la version initiale de l'avion débuta en 1935. Il était propulsé par un moteur à 14 cylindres en double étoile Pratt & Whitney XR-1535-66 de 700 ch (520 kW), et disposait de volets perforés en deux parties s'ouvrant vers le haut et le bas, aussi plus connus sous le noms de « freins de piqué ». Il disposait aussi d'un train d'atterrissage qui se rétractait vers l'arrière à l'intérieur de carénages proéminents sous les ailes. Les volets perforés furent inventés pour éliminer les oscillations instables (« buffeting ») de la queue de l'appareil pendant les manœuvres en piqué.
La version suivante du BT, le XBT-1, fut équipée avec un R-1535 de 750 ch (560 kW). Cet avion fut suivi en 1936 par le BT-1, propulsé par un moteur R-1535-94 de 825 ch (615 kW) et doté d'une roulette de queue. Un BT-1 fut modifié avec un train d'atterrissage tricycle fixe, et fut le premier avion de ce type à apponter sur un porte-avions. En septembre 1936, la marine américaine commanda 54 exemplaires du BT-1 de production, 53 étant réellement livrés. L'avion se montra très décevant en opérations, mais la Navy n'abandonna pas Northrop et enchaîna avec la version suivante de l'avion, le XBT-2.
Le XBT-2 était un BT-1 modifié, le 54e exemplaire de production, et incorporant un train d'atterrissage qui se rétractait latéralement à l'intérieur de logements encastrés dans les ailes, des becs de bord d'attaque à fente fixe, une verrière redessinée, et était propulsé par un moteur en étoile Wright XR-1820-32 de 800 ch (600 kW). Le XBT-2 vola pour la première fois le 25 avril 1938, et se montra tout-aussi mauvais que la version précédente. L'avion fut alors envoyé au centre de recherche Langley du NACA, en Virginie, pour y subir une série d'essais en soufflerie. À l'issue de ces essais, il fut renvoyé à Northrop pour subir une complète refonte de sa conception.
Après de nouveaux essais plus réussis, la Navy passa une nouvelle commande pour la production de 144 exemplaires du BT-2, qui ne partageait alors plus beaucoup de ressemblances avec le BT-1. En 1939, la désignation de l'avion fut changée en « Douglas SBD-1 », les 87 derniers avions de la commande étant alors produits en tant que SBD-2. À ce moment, Jack Northrop avait quitté son entreprise et en avait fondé une nouvelle – qu'il renomma à nouveau « Norhtrop Aircraft » –, et l'« ancienne Northrop » était devenue la « division El Segundo » de la compagnie Douglas (du nom de la ville d'El Segundo, en Californie où était située l'entreprise), d'où le changement de désignation.

## Carrière opérationnelle
La marine américaine passa une commande pour 54 BT-1 en 1936, les avions entrant en service en 1938. Ces avions servirent sur les porte-avions USS Yorktown et Enterprise.
Le BT-1 ne fut pas franchement une réussite en opérations, en raison d'un manque de puissance et de mauvaises caractéristiques de manœuvrabilité, en particulier à basse vitesse, ce qui était « un défaut fatal pour un avion embarqué sur porte-avions ». De plus, il était aussi enclin à partir en tonneau sans prévenir, et un certain nombre d'appareils furent perdus dans des accidents.

## Versions
- XBT-1 : Prototype, produit à un exemplaire ;
- BT-1 : Version de production, produite à 54 exemplaires, dont 53 livrés ;
- XBT-2 : Un BT-1 (le dernier de la première série de production) modifié avec un train d'atterrissage entièrement rétractable et d'autres améliorations ;
- BT-2 : Version de production du XBT-2, après avoir subi une longue re-conception. 144 exemplaires furent commandés et produits sous les désignations SBD-1 et SBD-2 ;
- Douglas DB-19 : Un BT-1 modifié, qui fut testé par la marine impériale japonaise sous la désignation de DXD1 (« Avion d'attaque expérimental de type D de la marine »)

## Utilisateur
- États-Unis :
  - United States Navy

## Dans la culture populaire
Des BT-1 apparaissent dans leur livrée jaune d'avant-guerre dans le film Technicolor « Dive Bomber », de 1941, mettant en vedette Errol Flynn.

## Galerie photographique

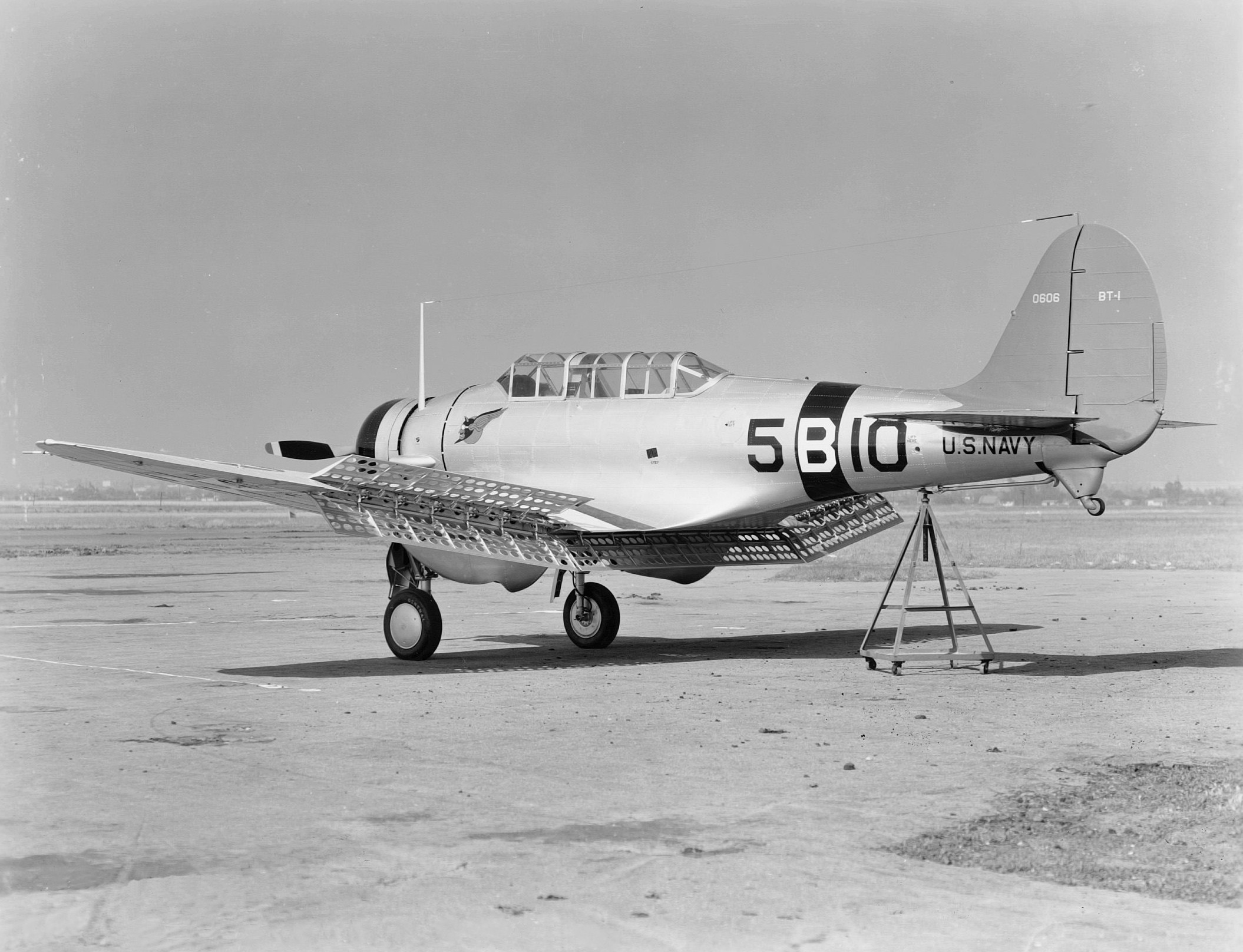
BT-1 de l'escadron VB-5, assigné à l'USS Yorktown, photographié en 1938.
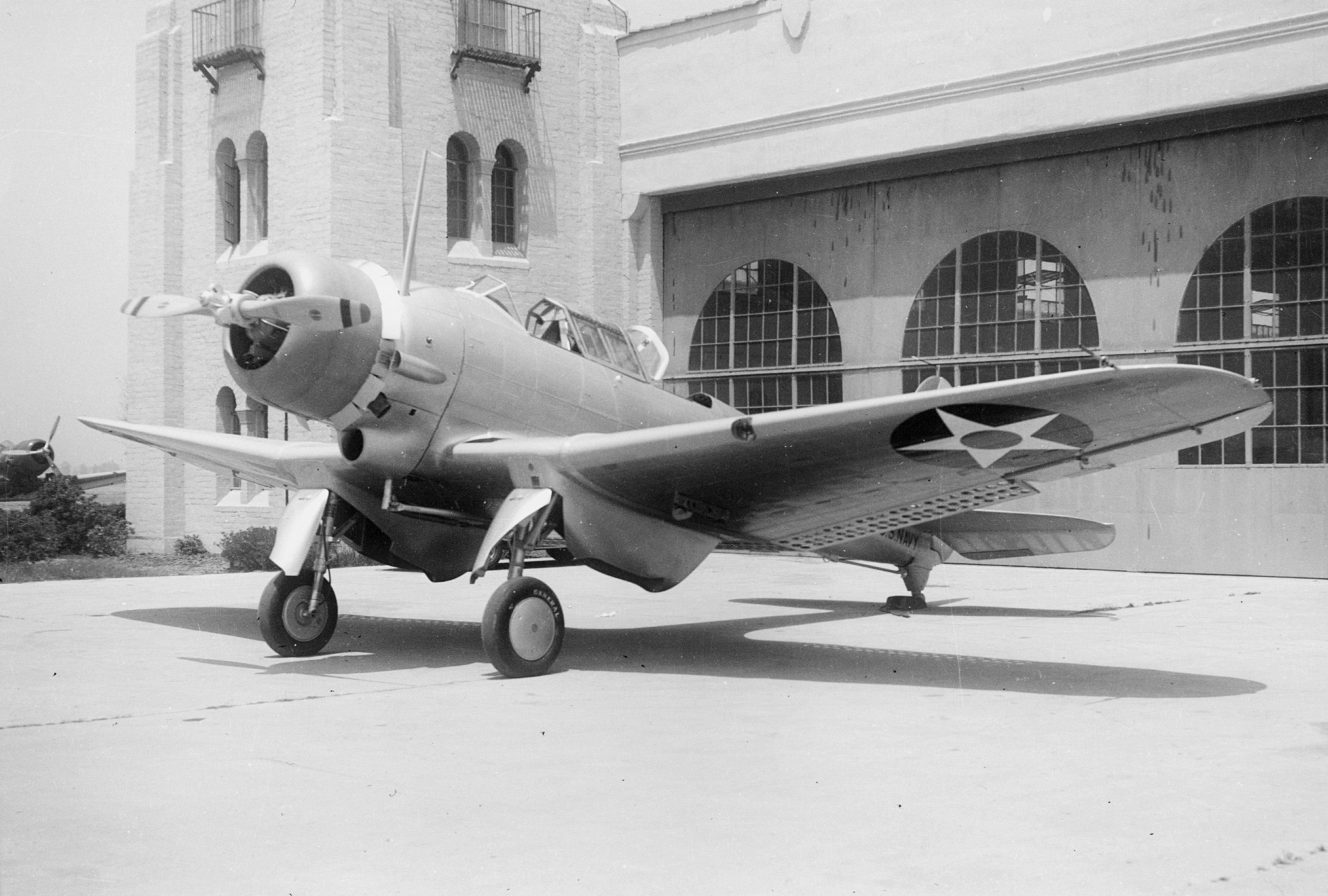
Un BT-1 photographié à l'extérieur d'un hangar à El Segundo, en Californie.
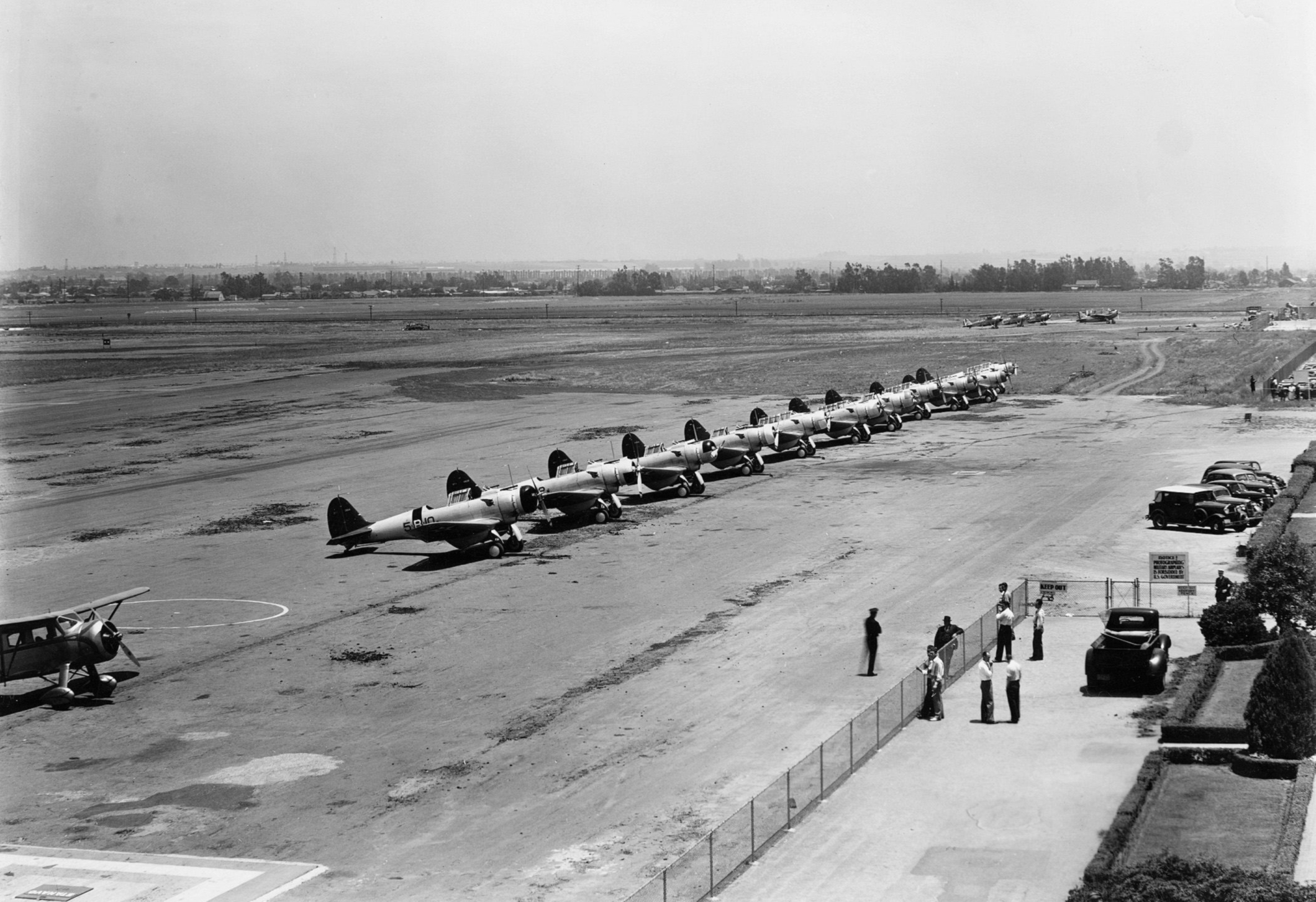
Alignement de onze BT-1 de l'escadron de bombardement VB-5, avec également des SBU (en) et des O-47.
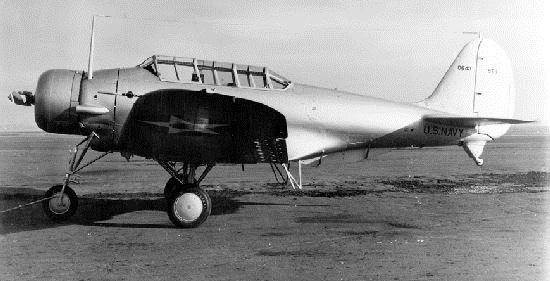
BT-1 modifié comme banc d'essai pour un train d'atterrissage tricycle.